# Jesús Olalde
Jesús Javier Olalde Ortiz (ur. 5 maja 1974 w mieście Meksyk) – meksykański piłkarz występujący na pozycji napastnika.

## Kariera klubowa
Olalde pochodzi ze stołecznego miasta Meksyk, gdzie jako nastolatek został zauważony przez skautów tamtejszego klubu Pumas UNAM w juniorskich rozgrywkach Torneo de los Barrios. Imponujący szybkością i uderzeniem z lewej nogi zawodnik w wieku 18 lat został włączony do seniorskiej drużyny. W meksykańskiej Primera División zadebiutował 20 marca 1993 w wygranym 1:0 spotkaniu z Universidadem, natomiast premierowego gola w najwyższej klasie rozgrywkowej strzelił 8 maja 1993 w wygranej 4:1 konfrontacji z Tigres UANL. Od kolejnego sezonu był już podstawowym i najskuteczniejszym piłkarzem Pumas i barwy tej ekipy reprezentował ogółem przez ponad siedem lat, nie osiągając jednak żadnego drużynowego sukcesu. W rozgrywkach Invierno 1999 wywalczył tytuł króla strzelców ligi meksykańskiej, strzelając piętnaście bramek w szesnastu meczach.
Latem 2000 Olalde został piłkarzem drużyny Tigres UANL z siedzibą w mieście Monterrey. Tam początkowo był czołowym strzelcem zespołu, jednak miejsce w składzie stracił wiosną 2003 i od tamtego czasu pełnił głównie rolę rezerwowego. W sezonie Invierno 2001 osiągnął z Tigres wicemistrzostwo Meksyku i tytuł ten powtórzył dwa lata później, podczas rozgrywek Apertura 2003. W 2005 roku zwyciężył w turnieju InterLigi, dzięki czemu mógł wziął udział w Copa Libertadores, gdzie udało mu się dotrzeć do 1/8 finału.
W styczniu 2006, po sześciu miesiącach bezrobocia, Olalde podpisał umowę ze stołecznym klubem Atlante FC. Spędził w nim rok, podczas którego zwykle wybiegał na boiska ligowe w wyjściowej jedenastce, jednak udało mu się wpisać na listę strzelców tylko trzykrotnie. Profesjonalną karierę piłkarską zakończył w wieku 33 lat jako gracz drugoligowej drużyny Lobos BUAP z miasta Puebla.

## Kariera reprezentacyjna
W 1993 roku Olalde znalazł się w składzie reprezentacji Meksyku U-20 na Młodzieżowe Mistrzostwa Świata w Australii. Wpisał się wówczas na listę strzelców w wygranym 3:0 spotkaniu fazy grupowej z Norwegią. Jego drużyna odpadła ostatecznie z turnieju po przegranej konfrontacji ćwierćfinałowej.
W seniorskiej reprezentacji Meksyku Olalde zadebiutował za kadencji selekcjonera Manuela Lapuente – 27 października 1999 w zremisowanym 0:0 meczu towarzyskim z Ekwadorem. Premierowego gola w kadrze narodowej strzelił 7 czerwca 2000 w wygranym 4:2 sparingu z RPA. Wystąpił w trzech spotkaniach w ramach eliminacji do Mistrzostw Świata 2002 i dwóch w kwalifikacjach Mistrzostw Świata 2006. Meksykanie awansowali na obydwa mundiale, jednak Olalde nie znalazł się w kadrze na żaden z nich, zamykając swój bilans reprezentacyjny na trzech golach w siedemnastu meczach.